# باربی و سه تفنگ‌دار
باربی و سه تفنگ‌دار (به انگلیسی: Barbie and the Three Musketeers) فیلم پویانمایی فانتزی محصول سال ۲۰۰۹ می‌باشد. این فیلم در ۱۵ سپتامبر سال ۲۰۰۹ بر روی دی‌وی‌دی و ۲۲ نوامبر سال ۲۰۰۹ بر روی تلویزیون در نیکلودئون به‌نمایش درآمد.

## داستان
در قرن هفدهم فرانسه، دختری هفده‌ساله به‌نام کورین (با بازیگری باربی)، که در یک مزرعه با مادرش زندگی می‌کند آرزو دارد بتواند مانند پدرش دارتانیان یک تفنگدار شود، بچه گربهٔ وی نیز آرزوی مشابه‌ای دارد.
کورین برای اینکه آرزویش را محقق کند، باید به پاریس و پیش مستر ترویل، کاپیتان تفنگ دارها برود. اما موفق نمی‌شود و طی اتفاقاتی در قصر مشغول به کار می‌شود. او با سه دختر به نام‌های آرامینا، ویوکا و رنی آشنا می‌شود که آرزویی مشابه با آرزوی او دارند. در این بین یکی از خدمتکاران قصر به نام خانم هلن، آنها را به اتاق مخفی تفنگ داران می‌برد و در آنجا به آنها آموزش می‌دهد. مدتی بعد، این پنج نفر متوجه خیانت نایب السلطنه به شاهزاد لویی و نقشه‌ای که قصد دارد آن را در شب تولد شاهزاده عملی کند می‌شوند. آنها با تغییر قیافه وارد جشن بالماسکه سلطنتی شده تا پرنس را نجات دهند و موفق به این کار نیز می‌شوند و سپس توسط پادشاه لویی به عنوان تفنگدار و محافظ خاندان سلطنتی انتخاب می‌شوند.